# Посолена бомба
«Посолена бомба» (англ. salted bomb) — це ядерна або термоядерна зброя, призначена в першу чергу для функціонування як радіологічна зброя. Вибух такої бомби викликає значно вище радіоактивне зараження, ніж звичайна ядерна бомба, роблячи велику територію непридатною для життя. Термін походить як від способу виготовлення таких бомб, який передбачає включення додаткових елементів до стандартної ядерної зброї (що нагадує додавання солі при приготуванні їжі), так і від «засівання сіллю» — давнього ритуалу, коли завойовники розсипали сіль на території зруйнованих ворожих міст, щоб проклясти цю землю і зробити її непридатною для життя протягом багатьох поколінь.
Думку про можливість створення подібної бомби вперше висловив американський фізик угорського походження Лео Сілард 26 лютого 1950 року в радіопрограмі Чиказького університету, маючи за мету не запропонувати створити таку зброю, а навпаки, застерегти людство і показати, що технологія ядерної зброї скоро досягне точки, коли вона зможе покласти край людській цивілізації на Землі.
«Посолену бомбу» не слід плутати з «брудною бомбою», яка є не ядерною, а звичайною бомбою, що містить радіоактивний матеріал і під час вибуху розкидає його. «Посолена бомба» здатна забруднити набагато більшу площу, ніж «брудна бомба».
Випробувань навмисне виготовленої «посоленої бомби» ніколи не проводилося і, наскільки відомо, до спроб створення такої зброї жодна країна не вдавалася. Втім, кілька разів подібне відбувалося випадково.
- 14 вересня 1957 року Велика Британія випробувала на своєму полігоні в південній частині Австралії бомбу потужністю в одну кілотонну, в яку в ролі експериментального радіохімічного індикатора був доданий у невеликій кількості кобальт[2].
- 23 березня 1971 року СРСР, плануючи використати інженерні ядерні вибухи для прокладання каналу Печора — Кама[ru], провів на Полігоні в Пермській області тестовий підземний одночасний підрив трьох ядерних зарядів потужністю по 15 кілотонн. Нейтронна активація під час вибуху перетворила значну кількість стабільного кобальту-59 на радіоактивний кобальт-60. Приблизно половина дози гамма-випромінювання, виміряної на полігоні у 2011 році, спричинена саме цим елементом[3][4]. Експеримент був розцінений як невдалий і не повторювався[1].

## Конструкція
«Посолену» версію можна створити як з ядерної, так і з водневої бомби, оточивши серцевину вибухового пристрою матеріалом, що містить елемент, який при нейтронному бомбардуванні перетворюється на високорадіоактивний ізотоп. Коли така бомба вибухає, цей елемент поглинає вивільнені внаслідок ядерної реакції нейтрони, перетворюючись на радіоактивну форму. Вибух розкидає утворений радіоактивний матеріал на велику територію, що робить її непридатною для проживання набагато довше, ніж при враженні звичайною ядерною зброєю. У «посоленій» водневій бомбі радіаційний корпус навколо термоядерного палива, який зазвичай складається з якогось здатного до розщеплення елемента, замінюється на металевий «засолюючий» елемент. «Посолені» ядерні бомби виготовляються за допомогою заміни відбивача нейтронів між ядерною речовиною і зовнішнім шаром вибухівки на металевий «засолюючий» елемент. Внаслідок цих змін потужність «посоленої бомби» зазвичай нижча, ніж звичайної зброї подібного розміру.
Радіоактивний ізотоп, який використовується для матеріалу, що викликатиме радіоактивне зараження, має бути високоінтенсивним випромінювачем гамма-променів із достатньо довгим періодом напіврозпаду, щоб він залишався смертоносним протягом тривалого періоду. Хімічний склад цього матеріалу повинен змушувати його повертатися на землю у вигляді радіоактивних опадів, а не залишатися в атмосфері після випаровування під час вибуху. Також існує біологічний фактор: радіоактивні ізотопи елементів, які зазвичай поглинаються рослинами і поїдаються тваринами, становлять особливу загрозу для організмів, які їх спожили, оскільки в такому разі організм опромінюватиметься зсередини себе.
Радіоактивні ізотопи, які були запропоновані для «посолених бомб», включають золото-198, тантал-182, цинк-65 і кобальт-60. Фізик В. Г. Кларк, вивчаючи потенціал таких пристроїв, підрахував, що 20-мегатонна бомба, «посолена» натрієм-24, буде здатна забруднити радіацією територію площею 520 000 км², що трохи більше за площу Іспанії або Таїланду. Зважаючи на інтенсивність гамма-випромінювання, в зоні такого радіоактивного зараження не виживуть навіть ті, хто перебуває в підвальних укриттях. Втім, період напіврозпаду цього ізотопу становить лише 15 годин, тому зараження не пошириться настільки далеко, щоб така бомба стала справжньою «Машиною Судного дня».
Найбільш довгий період напіврозпаду з запропонованих елементів має кобальт-60, тому найбільш ефективним варіантом подібної зброї є кобальтова бомба. Саме про кобальтову термоядерну бомбу говорив Лео Сілард у згаданій вище радіопрограмі 1950 року, стверджуючи, що така бомба гіпотетично здатна знищити все людство.

## Виноски
1. 1 2 3 4 5  Sublette, Carey (1 травня 1998). Types of Nuclear Weapons – Cobalt Bombs and Other Salted Bombs. Nuclear Weapons Archive Frequently Asked Questions. Архів оригіналу за 28 вересня 2019. Процитовано 7 січня 2020.
2. ↑  Sublette, Carey (23 серпня 2007). British Nuclear Testing. Архів оригіналу за 18 травня 2019. Процитовано 7 січня 2020.
3. ↑  Ramzaev, V.; Repin, V.; Medvedev, A.; Khramtsov, E.; Timofeeva, M.; Yakovlev, V. (2011). Radiological investigations at the "Taiga" nuclear explosion site: Site description and in situ measurements. Journal of Environmental Radioactivity. 102 (7): 672—680.
4. ↑  Ramzaev, V.; Repin, V.; Medvedev, A.; Khramtsov, E.; Timofeeva, M.; Yakovlev, V. (2012). Radiological investigations at the "Taiga" nuclear explosion site, part II: Man-made γ-ray emitting radionuclides in the ground and the resultant kerma rate in air. Journal of Environmental Radioactivity. 109: 1—12.
5. ↑  Clark, W. H. (1961). Chemical and Thermonuclear Explosives. Bulletin of the Atomic Scientists. 17 (9): 356—360. Bibcode:1961BuAtS..17i.356C. doi:10.1080/00963402.1961.11454268.
6. ↑  Lanouette, William; Silard, Bela A. (1992). Genius in the Shadows: A Biography of Leo Szilard, The Man Behind The Bomb. New York: C. Scribner's Sons. с. 317, 366. ISBN 9780684190112.
7. Bethe, Hans; Brown, Harrison; Seitz, Frederick; Szilard, Leo (1950). The Facts About the Hydrogen Bomb. Bulletin of the Atomic Scientists. 6 (4): 106—109. Bibcode:1950BuAtS...6d.106B. doi:10.1080/00963402.1950.11461233.